# バスラットレオン
バスラットレオン（2018年3月25日 - ）は、日本の競走馬。主な勝ち鞍は2021年のニュージーランドトロフィー、2022年のゴドルフィンマイル、2023年の1351ターフスプリント。
馬名の意味は、母名の一部＋英語の獅子。獅子のように強く、走ってほしい。

## 戦績

### 2歳（2020年）
7月26日札幌の2歳新馬戦（芝1800m）に藤岡佑介とのコンビでデビュー。好スタートから先手を取ると直線では上がり最速タイ33秒6の脚を使い逃げ切り勝ちを収める。9月5日の札幌2歳ステークスでは2番手追走から4コーナーでソダシとともに先頭に並んだが、直線伸び切れず3着に終わる。秋に入り11月28日の京都2歳ステークスでは6着、12月20日の朝日杯フューチュリティステークスでは4着に敗れ、2歳シーズンを終えた。

### 3歳（2021年）
1月10日のシンザン記念から始動したが、ピクシーナイトの3着に敗れる。その後、3月13日阪神の3歳1勝クラス（芝1600m）ではスタートからハナを奪うと直線でも脚色は衰えることなくそのまま逃げ切り2勝目を挙げるとともに、鞍上の古川奈穂はJRA初勝利を飾った。4月10日のニュージーランドトロフィーでは好スタートから道中軽快に逃げ、直線に入ると後続に5馬身差突き放して快勝。重賞初制覇を果たすとともにNHKマイルカップへの優先出走権を獲得した。しかし、そのNHKマイルカップではスタート直後に藤岡佑介を振り落として放馬、競走中止した。落馬のため競走後のダメージは残らず、急遽東京優駿に出走、大外枠から先手を取り逃げたが、直線力尽き15着に終わった。休養明けの京成杯オータムハンデキャップ以降のマイル3戦も、いずれも2桁着順であった。

### 4歳（2022年）
4歳になり、京都金杯に出走。東京優駿以来、先手を取ったが9着に敗れた。
その後、ドバイワールドカップミーティングにて行われるゴドルフィンマイルへの出走を決定。ブックメーカーのオッズではブービー人気と低評価であったが、レースではスタートから先手を奪うとそのまま後続を寄せつけず、2着デザートウィズダムに1馬身1/4差をつけて逃げ切り勝ちを収めた。同競走の日本調教馬の優勝は2006年のユートピア以来16年ぶりとなる。
7月27日にはイギリスのグッドウッド競馬場で行われたG1サセックスステークスに出走。7頭中最低人気ながらレースではスローペースの逃げを展開、直線では一瞬後続を突き放す場面も見せたが、最終的には後方から伸びた断然一番人気のバーイードに屈し、アルコールフリーとハナ差の4着に終わった。この後、フランスへ転戦して8月14日のジャックルマロワ賞に出走。道中外埒沿いで軽快に逃げるも直線で力尽き7着に敗れる。
帰国後、11月12日に行われた武蔵野ステークスではギルデッドミラーの3着に逃げ粘ったが、12月24日の阪神カップでは道中3・4番手の好位でレースを進めるも直線で伸びを欠き4着となった。

### 5歳（2023年）
2023年は、始動戦として2月25日にサウジアラビアのキングアブドゥルアジーズ競馬場で行われる1351ターフスプリントに、坂井瑠星を鞍上に迎えて出走。好スタートを決めると逃げの手をうち、最後の直線では2着のカサクリードにアタマ差まで迫られるも押し切って優勝。前年のゴドルフィンマイルに次ぐ海外重賞2勝目を挙げた。日本馬としては前年のソングラインに続く連覇となった。この勝利に際して矢作調教師は「この馬は大谷翔平のように二刀流だと思う。自分でも芝とダートどちらが良いか判断がつかないくらい。相性が良いのもあるが、それ以上にリュウセイ・サカイというジョッキーが成長しているのだと思う」と話した。この後、ドバイへ転戦して3月25日のゴドルフィンマイルに出走。2番手でレースを進めるも直線で一杯になり4着に敗れ、連覇はならなかった。帰国後、5月31日に行われたさきたま杯ではスタートでつまずくも道中3番手から脚を伸ばすも、中団から追い上げてきたイグナイターにかわされて3着に敗れた。
秋に入り、9月10日に行われたコリアスプリントでは道中2番手を追走してリメイクの3着と好走したが、11月3日のJBCスプリントは7着、中1週で挑んだマイルチャンピオンシップでは15着に終わった。

### 6歳（2024年）
6歳初戦として、連覇がかかった1351ターフスプリントに出走したが、スタート後に不利を受け終始後方のまま10着と大敗。帰国後、この年からJpnIに昇格したさきたま杯では好位追走も直線で伸びを欠き7着に敗れると、7月のプロキオンステークスは16着、休養を挟んで10月の富士ステークスでは17着と2戦続けて殿負けに終わる。引退レースとなった11月4日のJBCスプリントでは中団の前目でレースを進めるも3コーナー付近で一杯になり8着に敗れた。
11月6日付けでJRAの競走馬登録を抹消。引退時にJRAからは種牡馬となる予定だが繋養先は未定と発表されていたが、11月23日に同馬を所有する広尾サラブレッド倶楽部が、トルコジョッキークラブに無償譲渡されトルコで種牡馬入りすることを発表した。

## 競走成績
以下の内容は、JBISサーチ、netkeiba.com、エミレーツ競馬協会、Racing Post、Racing TV、BHA、France Galop、サカブジョッキークラブ、Total Performance Dataおよび韓国馬事会の情報に基づく。
| 競走日     | 競馬場       | 競走名             | 格    | 距離（馬場）  | 頭 数 | 枠 番 | 馬 番 | オッズ （人気） | 着順 | タイム （上り3F） | 着差           | 騎手        | 斤量 [kg] | 1着馬（2着馬）         | 馬体重 [kg] |
| ---------- | ------------ | ------------------ | ----- | ------------- | ----- | ----- | ----- | --------------- | ---- | ----------------- | -------------- | ----------- | --------- | ---------------------- | ----------- |
| 2020.07.26 | 札幌         | 2歳新馬            |       | 芝1800m（良） | 7     | 1     | 1     | 002.60（1人）   | 01着 | R1:51.3（33.6）   | -0.4           | 0藤岡佑介   | 54        | （モリノカンナチャン） | 462         |
| 0000.09.05 | 札幌         | 札幌2歳S           | GIII  | 芝1800m（良） | 14    | 4     | 6     | 003.90（1人）   | 03着 | R1:48.5（37.2）   | -0.3           | 0坂井瑠星   | 54        | ソダシ                 | 462         |
| 0000.11.28 | 阪神         | 京都2歳S           | GIII  | 芝2000m（良） | 10    | 2     | 2     | 006.90（4人）   | 06着 | R2:02.1（35.9）   | -0.5           | 0坂井瑠星   | 55        | ワンダフルタウン       | 482         |
| 0000.12.20 | 阪神         | 朝日杯FS           | GI    | 芝1600m（良） | 16    | 6     | 11    | 025.00（8人）   | 04着 | R1:32.8（34.8）   | -0.5           | 0坂井瑠星   | 55        | グレナディアガーズ     | 478         |
| 2021.01.10 | 中京         | シンザン記念       | GIII  | 芝1600m（良） | 15    | 6     | 10    | 004.20（2人）   | 03着 | R1:33.7（35.5）   | -0.4           | 0坂井瑠星   | 56        | ピクシーナイト         | 478         |
| 0000.03.13 | 阪神         | 3歳1勝クラス       |       | 芝1600m（稍） | 10    | 7     | 7     | 001.90（1人）   | 01着 | R1:34.2（34.6）   | -0.4           | 0古川奈穂   | 52        | （ビップランバン）     | 480         |
| 0000.04.10 | 中山         | NZT                | GII   | 芝1600m（良） | 16    | 3     | 6     | 003.20（2人）   | 01着 | R1:33.1（34.6）   | -0.9           | 0藤岡佑介   | 56        | （タイムトゥヘヴン）   | 480         |
| 0000.05.09 | 東京         | NHKマイルC         | GI    | 芝1600m（良） | 18    | 2     | 4     | 004.60（3人）   |      | 競走中止          |                | 0藤岡佑介   | 57        | シュネルマイスター     | 482         |
| 0000.05.30 | 東京         | 東京優駿           | GI    | 芝2400m（良） | 17    | 8     | 17    | 053.9（12人）   | 15着 | R2:25.4（36.8）   | -2.9           | 0藤岡佑介   | 57        | シャフリヤール         | 484         |
| 0000.09.12 | 中山         | 京成杯AH           | GIII  | 芝1600m（良） | 16    | 6     | 11    | 006.20（2人）   | 15着 | R1:33.3（34.8）   | -1.3           | 0藤岡佑介   | 54        | カテドラル             | 482         |
| 0000.10.23 | 東京         | 富士S              | GII   | 芝1600m（良） | 17    | 2     | 4     | 014.70（7人）   | 12着 | R1:34.4（35.4）   | -1.2           | 0坂井瑠星   | 55        | ソングライン           | 486         |
| 0000.11.13 | 東京         | 武蔵野S            | GIII  | ダ1600m（稍） | 16    | 4     | 8     | 021.7（10人）   | 13着 | R1:36.7（38.1）   | -1.7           | 0菅原明良   | 57        | ソリストサンダー       | 484         |
| 2022.01.05 | 中京         | 京都金杯           | GIII  | 芝1600m（良） | 16    | 1     | 2     | 009.90（5人）   | 09着 | R1:33.4（35.6）   | -0.5           | 0坂井瑠星   | 55        | ザダル                 | 492         |
| 0000.03.26 | メイダン     | ゴドルフィンM      | G2    | ダ1600m（Fs） | 16    | 1     | 4     | 067.0（15人）   | 01着 | R1.36.03          | （-1馬身 1/4） | 0坂井瑠星   | 57        | （Desert Wisdom）      | 計不        |
| 0000.07.27 | グッドウッド | サセックスS        | G1    | 芝8F（GF）    | 7     | 5     | 2     | 067.00（7人）   | 04着 | R1:38.33（34.61） | -0.59          | 0坂井瑠星   | 61.5      | Baaeed                 | 計不        |
| 0000.08.14 | ドーヴィル   | ジャックルマロワ賞 | G1    | 芝1600m（BS） | 9     | 6     | 1     | 031.00（9人）   | 07着 | R1:35.40（36.06） | -1.33          | 0坂井瑠星   | 59.5      | Inspiral               | 計不        |
| 0000.11.12 | 東京         | 武蔵野S            | GIII  | ダ1600m（良） | 16    | 4     | 8     | 021.90（7人）   | 03着 | R1:35.7（35.6）   | -0.1           | 0坂井瑠星   | 58        | ギルデッドミラー       | 490         |
| 0000.12.24 | 阪神         | 阪神C              | GII   | 芝1400m（良） | 18    | 4     | 7     | 005.80（4人）   | 04着 | R1:20.4（35.5）   | -0.2           | 0川田将雅   | 57        | ダイアトニック         | 498         |
| 2023.02.25 | KAA          | 1351ターフSP       | G3    | 芝1351m（GF） | 13    | 7     | 1     | 010.00（4人）   | 01着 | R1:17.49          | -0.01          | 0坂井瑠星   | 57        | （Casa Creed）         | 計不        |
| 0000.03.25 | メイダン     | ゴドルフィンM      | G2    | ダ1600m（Fs） | 14    | 8     | 2     | 003.50（1人）   | 04着 | R1:36.95（38.68） | -1.24          | 0坂井瑠星   | 57        | Isolate                | 計不        |
| 0000.05.31 | 浦和         | さきたま杯         | JpnII | ダ1400m（重） | 10    | 8     | 9     | 004.00（3人）   | 03着 | R1:25.6（37.8）   | -0.3           | 0坂井瑠星   | 57        | イグナイター           | 489         |
| 0000.09.10 | ソウル       | コリアスプリント   | G3    | ダ1200m（良） | 15    | 1     | 1     | 004.70（2人）   | 03着 | R1:11.1（36.0）   | -1.1           | 0坂井瑠星   | 57        | Remake                 | 482         |
| 0000.11.03 | 大井         | JBCスプリント      | JpnI  | ダ1200m（良） | 15    | 6     | 11    | 017.00（4人）   | 07着 | R1:13.8（39.1）   | -1.8           | 0J.モレイラ | 57        | イグナイター           | 489         |
| 0000.11.19 | 京都         | マイルCS           | GI    | 芝1600m（良） | 16    | 7     | 14    | 177.8（14人）   | 15着 | R1:34.6（36.4）   | -2.1           | 0鮫島克駿   | 58        | ナミュール             | 498         |
| 2024.02.24 | KAA          | 1351ターフSP       | G3    | 芝1351m（良） | 14    |       | 4     | （6人）         | 10着 | R1:18.8           |                | 0坂井瑠星   | 57        | Annaf                  | 計不        |
| 0000.06.19 | 浦和         | さきたま杯         | JpnI  | ダ1400m（重） | 12    | 7     | 9     | 071.40（6人）   | 07着 | R1:28.8（41.3）   | -2.1           | 0内田博幸   | 57        | レモンポップ           | 502         |
| 0000.07.07 | 小倉         | プロキオンS        | GIII  | ダ1700m（良） | 16    | 4     | 7     | 046.00（9人）   | 16着 | R1:46.2（41.2）   | -3.5           | 0坂井瑠星   | 58        | ヤマニンウルス         | 496         |
| 0000.10.19 | 東京         | 富士S              | GII   | 芝1600m（良） | 17    | 1     | 1     | 057.4（10人）   | 17着 | R1:33.3（35.0）   | -1.2           | 0吉田豊     | 57        | ジュンブロッサム       | 494         |
| 0000.11.04 | 佐賀         | JBCスプリント      | JpnI  | ダ1400m（良） | 12    | 7     | 9     | 044.80（8人）   | 08着 | R1:28.1（37.5）   | -1.3           | 0古川奈穂   | 57        | タガノビューティー     | 495         |

- 海外の競走の「枠番」欄にはゲート番を記載
- 海外のオッズ・人気は現地主催者発表のもの（日本式のオッズ表記とした）

## 引退後
2024年12月に日本からトルコに輸出され、24日にトルコジョッキークラブの種馬場に到着した。
2025年から種牡馬として供用される。初年度はブルサ県のカラジャベイスタッドで供用され、種付料は10万トルコリラ（約40万円）。

## 血統表
| バスラットレオンの血統        | バスラットレオンの血統                        | バスラットレオンの血統                        | （血統表の出典）                              | （血統表の出典） |
| 父系                          | ヘイロー系                                    | ヘイロー系                                    | ヘイロー系                                    | [ § 2 ]          |
| 父 キズナ 2010 青鹿毛         | 父の父ディープインパクト 2002 鹿毛            | *サンデーサイレンス                           | Halo                                          | Halo             |
| 父 キズナ 2010 青鹿毛         | 父の父ディープインパクト 2002 鹿毛            | *サンデーサイレンス                           | Wishing Well                                  |                  |
| 父 キズナ 2010 青鹿毛         | 父の父ディープインパクト 2002 鹿毛            | *ウインドインハーヘア                         | Alzao                                         | Alzao            |
| 父 キズナ 2010 青鹿毛         | 父の父ディープインパクト 2002 鹿毛            | *ウインドインハーヘア                         | Burghclere                                    |                  |
| 父 キズナ 2010 青鹿毛         | 父の母*キャットクイル Catequil 1990 鹿毛      | Storm Cat                                     | Storm Bird                                    | Storm Bird       |
| 父 キズナ 2010 青鹿毛         | 父の母*キャットクイル Catequil 1990 鹿毛      | Storm Cat                                     | Terlingua                                     |                  |
| 父 キズナ 2010 青鹿毛         | 父の母*キャットクイル Catequil 1990 鹿毛      | Pacific Princess                              | Damascus                                      | Damascus         |
| 父 キズナ 2010 青鹿毛         | 父の母*キャットクイル Catequil 1990 鹿毛      | Pacific Princess                              | Fiji                                          |                  |
| 母 バスラットアマル 2010 栗毛 | 母の父New Approach 2005 栗毛                  | Galileo                                       | Sadler's Wells                                | Sadler's Wells   |
| 母 バスラットアマル 2010 栗毛 | 母の父New Approach 2005 栗毛                  | Galileo                                       | Urban Sea                                     |                  |
| 母 バスラットアマル 2010 栗毛 | 母の父New Approach 2005 栗毛                  | Park Express                                  | Ahonoora                                      | Ahonoora         |
| 母 バスラットアマル 2010 栗毛 | 母の父New Approach 2005 栗毛                  | Park Express                                  | Matcher                                       |                  |
| 母 バスラットアマル 2010 栗毛 | 母の母*ザミリア 2001 黒鹿毛                   | Cape Cross                                    | Green Desert                                  | Green Desert     |
| 母 バスラットアマル 2010 栗毛 | 母の母*ザミリア 2001 黒鹿毛                   | Cape Cross                                    | Park Appeal                                   |                  |
| 母 バスラットアマル 2010 栗毛 | 母の母*ザミリア 2001 黒鹿毛                   | Angelic Sounds                                | The Noble Player                              | The Noble Player |
| 母 バスラットアマル 2010 栗毛 | 母の母*ザミリア 2001 黒鹿毛                   | Angelic Sounds                                | Twany Angel                                   |                  |
| 母系(F-No.)                   | ザミリア(IRE)系(FN:6-f)                       | ザミリア(IRE)系(FN:6-f)                       | ザミリア(IRE)系(FN:6-f)                       | [ § 3 ]          |
| 5代内の近親交配               | Ahonoora 4×5=9.38%、Northern Dancer 5×5=6.25% | Ahonoora 4×5=9.38%、Northern Dancer 5×5=6.25% | Ahonoora 4×5=9.38%、Northern Dancer 5×5=6.25% | [ § 4 ]          |
| 出典                          | 1. 2. 3. 4.                                   | 1. 2. 3. 4.                                   | 1. 2. 3. 4.                                   | 1. 2. 3. 4.      |

- 母バスラットアマルの半姉に2008年チェヴァリーパークステークス・2010年ニアークティックステークス勝ちのシリアスアティテュード（父ムトト）、その仔に2019年オールカマー勝ちのスティッフェリオ（父ステイゴールド）がいる。